# FKヴォルガリ・アストラハン
フトボリヌィイ・クループ・ヴォルガリ・アストラハン（ロシア語: Футбольный клуб Волгарь Астрахань）は、ロシアのアストラハンをホームタウンとするサッカークラブである。

## 歴史
1925年、主にアストラハン魚加工工場の労働者で構成されたサッカーチーム「ピシチェヴィク」が創設された。1946年にソビエト連邦のサッカーリーグに初登場し、サードグループ・下ヴォルガ地域リーグに参加した。1958年にDSOトルトの一部となり、トルトと呼ばれたが、1960年にDSOトルトは解散し、最終的にヴォルガリとなった。
1995年にガスプロムがスポンサーに付き、クラブ名はヴォルガリ＝ガスプロムとなった。2007年から3年間はヴォルガリ＝ガスプロム-2の名前で活動した。
2009-10シーズンから3年連続でロシア・カップのラウンド16に進出した。ラウンド32で2009-10シーズンはディナモ・モスクワ、2010-11シーズンはルビン・カザン、2011-12シーズンはCSKAモスクワに勝利した。2012年、1960年から1994年まで使用されていたヴォルガリの名前が復活した。2013年にフットボール・ナショナルリーグから降格したが、2013-14シーズンはプロフェッショナル・フットボールリーグ南地域で無敗優勝し、1シーズンで復帰した。2015-16シーズンは過去最高の4位となり、入れ替え戦に出場したが、プレミアリーグ13位のアンジ・マハチカラに敗れた。

## 獲得タイトル
- ロシア・セカンドディビジョン：3回
  - 1998, 2008, 2013-14

## 歴代所属選手
- リナト・ダサエフ 1976-1977
- ヴィクトル・ブラトフ 1990-1992
- ウラジスラフ・テルナフスキー 2000
- ドミトリー・クズネツォフ 2002
- ワシントン・ルイジ・ガルシア 2003
- ミハイル・ケルジャコフ 2009
- セルゲイ・ダヴィドフ 2009-2010
- ルスラン・カムボロフ 2011-2013
- ファルハド・ヴァシエフ 2013